# كيم جونغ جو (لاعب كرة قدم)
كيم جونغ جو (هانغل: 김정주) هو لاعب كرة قدم كوري جنوبي في مركز الوسط، ولد في 26 سبتمبر 1991 في كوريا الجنوبية. لعب مع نادي غانغوون.

## وصلات خارجية
- كيم جونغ جو (لاعب كرة قدم) على موقع دوري كوريا الجنوبية (الإنجليزية)
- كيم جونغ جو (لاعب كرة قدم) على موقع قاعدة بيانات كرة القدم.إي يو (الإنجليزية)